# OBD-II PID
OBD-II PID, (On Board Diagnostics, OBD, Parameter ID, PID), son códigos para comunicarse con el sistema de diagnóstico a bordo de un vehículo.

## Modos
El estándar OBD-II SAE J1979 define diez modos de operación:
| Modo (hex) | Descripción |
| ---------- | --- |
| 01         | Muestra los parámetros disponibles |
| 02         | Muestra los datos almacenados por evento |
| 03         | Muestra los códigos de fallas de diagnóstico (Diagnostic Trouble Codes, DTC)                                                                               |
| 04         | Borra los datos almacenados, incluyendo los códigos de fallas (DTC)                                                                                        |
| 05         | Resultados de la prueba de monitoreo de sensores de oxígeno (solo aplica a vehículos sin comunicación Controller Area Network, CAN)                        |
| 06         | Resultados de la prueba de monitoreo de components/sistema (resultados de la prueba de monitoreo de sensores de oxígeno en vehículos con comunicación CAN) |
| 07         | Muestra los códigos de fallas (DTC) detectados durante el último ciclo de manejo o el actual                                                               |
| 08         | Operación de control de los componentes/sistema a bordo |
| 09         | Solicitud de información del vehículo |
| 0A         | Códigos de fallas (DTC) permanentes (borrados) |

## PIDs estándar
La Sociedad de Ingenieros Automotrices (SAE) definió códigos PID para cada modo de operación bajo el estándar J1939.  El fabricante del vehículo no está obligado a implementar todos los modos de operación o códigos, y tiene la libertad de añadir sus propios.
El técnico automotriz usa un dispositivo, escáner, para comunicarse con el sistema OBD-II, lo cual le permite obtener información o borrar los códigos de falla.  Algunos escáneres tienen interfaces “amigables al humano”, con descripciones y gráficos.  Otros dan acceso básico al sistema usando números binarios o hexadecimales.  Este último tipo de comunicación es el que se describe a continuación.
Los bytes de respuesta se representan con las letras A, B, C, etc.  A es el byte más significativo.  Los bits de cada byte se representan del más significativo al menos con los números del 7 al 0:
| A  | A  | A  | A  | A  | A  | A  | A  | B  | B  | B  | B  | B  | B  | B  | B  | C  | C  | C  | C  | C  | C  | C  | C  | D  | D  | D  | D  | D  | D  | D  | D  |
| -- | -- | -- | -- | -- | -- | -- | -- | -- | -- | -- | -- | -- | -- | -- | -- | -- | -- | -- | -- | -- | -- | -- | -- | -- | -- | -- | -- | -- | -- | -- | -- |
| A7 | A6 | A5 | A4 | A3 | A2 | A1 | A0 | B7 | B6 | B5 | B4 | B3 | B2 | B1 | B0 | C7 | C6 | C5 | C4 | C3 | C2 | C1 | C0 | D7 | D6 | D5 | D4 | D3 | D2 | D1 | D0 |

### Modo 01
| PID (hex) | PID (dec) | Bytes de respuesta | Descripción | Valor mínimo                               | Valor máximo                             | Unidad            | Fórmula                                                                                             |
| --------- | --------- | ------------------ | --- | ------------------------------------------ | ---------------------------------------- | ----------------- | --------------------------------------------------------------------------------------------------- |
| 00        | 0         | 4                  | PIDs implementados [01 - 20] |                                            |                                          |                   | Cada bit indica si los siguientes 32 PID están implementados (1) o no (0): [A7..D0] == [PID 01..20] |
| 01        | 1         | 4                  | Estado de los monitores de diagnóstico desde que se borraron los códigos de fallas DTC; incluye el estado de la luz indicadora de fallas, MIL, y la cantidad de códigos de fallas DTC |                                            |                                          |                   | Codificación en bits. Ver abajo.                                                                    |
| 02        | 2         | 2                  | Almacena los códigos de fallas de diagnóstico DTC de un evento |                                            |                                          |                   | |
| 03        | 3         | 2                  | Estado del sistema de combustible |                                            |                                          |                   | Codificación en bits. Ver abajo.                                                                    |
| 04        | 4         | 1                  | Carga calculada del motor | 0                                          | 100                                      | %                 | A/2.55                                                                                              |
| 05        | 5         | 1                  | Temperatura del líquido de enfriamiento del motor | -40                                        | 215                                      | °C                | A-40                                                                                                |
| 06        | 6         | 1                  | Ajuste de combustible a corto plazo—Banco 1 | -100 (Reduccción de combustible: muy rico) | 99.2 (Aumento de combustible: muy magro) | %                 | A/1.28-100                                                                                          |
| 07        | 7         | 1                  | Ajuste de combustible a largo plazo—Banco 1 | -100 (Reduccción de combustible: muy rico) | 99.2 (Aumento de combustible: muy magro) | %                 | A/1.28-100                                                                                          |
| 08        | 8         | 1                  | Ajuste de combustible a corto plazo—Banco 2 | -100 (Reduccción de combustible: muy rico) | 99.2 (Aumento de combustible: muy magro) | %                 | A/1.28-100                                                                                          |
| 09        | 9         | 1                  | Ajuste de combustible a largo plazo—Banco 2 | -100 (Reduccción de combustible: muy rico) | 99.2 (Aumento de combustible: muy magro) | %                 | A/1.28-100                                                                                          |
| 0A        | 10        | 1                  | Presión del combustible | 0                                          | 765                                      | kPa               | 3A                                                                                                  |
| 0B        | 11        | 1                  | Presión absoluta del colector de admisión | 0                                          | 255                                      | kPa               | A                                                                                                   |
| 0C        | 12        | 2                  | RPM del motor | 0                                          | 16,383.75                                | rpm               | (256A+B)/4                                                                                          |
| 0D        | 13        | 1                  | Velocidad del vehículo | 0                                          | 255                                      | km/h              | A                                                                                                   |
| 0E        | 14        | 1                  | Avance del tiempo | -64                                        | 63.5                                     | ° antes TDC       | A/2-64                                                                                              |
| 0F        | 15        | 1                  | Temperatura del aire del colector de admisión | -40                                        | 215                                      | °C                | A-40                                                                                                |
| 10        | 16        | 2                  | Velocidad del flujo del aire MAF | 0                                          | 655.35                                   | gr/sec            | (256A+B)/100                                                                                        |
| 11        | 17        | 1                  | Posición del acelerador | 0                                          | 100                                      | %                 | A/2.55                                                                                              |
| 12        | 18        | 1                  | Estado del aire secundario controlado |                                            |                                          |                   | Codificación en bits                                                                                |
| 13        | 19        | 1                  | Presencia de sensores de oxígeno (en 2 bancos) |                                            |                                          |                   | [A0..A3] == Banco 1, sensores 1-4. [A4..A7] == Banco 2...                                           |
| 14        | 20        | 2                  | Sensor de oxígeno 1 A: Voltaje B: Ajuste de combustible a corto plazo | 0 -100                                     | 1.275 99.2                               | voltios %         | A: A/200 B: B/1.28-100 (Si B==FF, entonces el sensor no se usa en el cálculo del ajuste)            |
| 15        | 21        | 2                  | Sensor de oxígeno 2 A: Voltaje B: Ajuste de combustible a corto plazo | 0 -100                                     | 1.275 99.2                               | voltios %         | A: A/200 B: B/1.28-100 (Si B==FF, entonces el sensor no se usa en el cálculo del ajuste)            |
| 16        | 22        | 2                  | Sensor de oxígeno 3 A: Voltaje B: Ajuste de combustible a corto plazo | 0 -100                                     | 1.275 99.2                               | voltios %         | A: A/200 B: B/1.28-100 (Si B==FF, entonces el sensor no se usa en el cálculo del ajuste)            |
| 17        | 23        | 2                  | Sensor de oxígeno A: Voltaje B: Ajuste de combustible a corto plazo | 0 -100                                     | 1.275 99.2                               | voltios %         | A: A/200 B: B/1.28-100 (Si B==FF, entonces el sensor no se usa en el cálculo del ajuste)            |
| 18        | 24        | 2                  | Sensor de oxígeno 5 A: Voltaje B: Ajuste de combustible a corto plazo | 0 -100                                     | 1.275 99.2                               | voltios %         | A: A/200 B: B/1.28-100 (Si B==FF, entonces el sensor no se usa en el cálculo del ajuste)            |
| 19        | 25        | 2                  | Sensor de oxígeno 6 A: Voltaje B: Ajuste de combustible a corto plazo | 0 -100                                     | 1.275 99.2                               | voltios %         | A: A/200 B: B/1.28-100 (Si B==FF, entonces el sensor no se usa en el cálculo del ajuste)            |
| 1A        | 26        | 2                  | Sensor de oxígeno 7 A: Voltaje B: Ajuste de combustible a corto plazo | 0 -100                                     | 1.275 99.2                               | voltios %         | A: A/200 B: B/1.28-100 (Si B==FF, entonces el sensor no se usa en el cálculo del ajuste)            |
| 1B        | 27        | 2                  | Sensor de oxígeno 8 A: Voltaje B: Ajuste de combustible a corto plazo | 0 -100                                     | 1.275 99.2                               | voltios %         | A: A/200 B: B/1.28-100 (Si B==FF, entonces el sensor no se usa en el cálculo del ajuste)            |
| 1C        | 28        | 1                  | Estándar OBD implementado en este vehículo |                                            |                                          |                   | Codificación en bits                                                                                |
| 1D        | 29        | 1                  | Sensores de oxígenos presentes en el banco 4 |                                            |                                          |                   | Similar a PID 13, pero [A0..A7] == [B1S1, B1S2, B2S1, B2S2, B3S1, B3S2, B4S1, B4S2]                 |
| 1E        | 30        | 1                  | Estado de las entradas auxiliares |                                            |                                          |                   | A0 == Estado de Power Take Off, PTO (1 == activo) [A1..A7] sin uso                                  |
| 1F        | 31        | 2                  | Tiempo desde que se puso en marcha el motor | 0                                          | 65,535                                   | sec               | 256A+B                                                                                              |
| 20        | 32        | 4                  | PID implementados [21 - 40] |                                            |                                          |                   | Cada bit indica si los siguientes 32 PID están implementados (1) o no (0): [A7..D0] == [PID 21..40] |
| 21        | 33        | 2                  | Distancia recorrida con la luz indicadora de falla (Malfunction Indicator Lamp, MIL) encendida                                                                                        | 0                                          | 65,535                                   | km                | 256A+B                                                                                              |
| 22        | 34        | 2                  | Presión del tren de combustible, relativa al colector de vacío | 0                                          | 5177.265                                 | kPa               | 0.079(256A+B)                                                                                       |
| 23        | 35        | 2                  | Presión del medidor del tren de combustible (Diesel o inyección directa de gasolina)                                                                                                  | 0                                          | 655,350                                  | kPa               | 10(256A+B)                                                                                          |
| 24        | 36        | 4                  | Sensor de oxígeno 1 AB: Relación equivalente de combustible - aire CD: Voltaje | 0                                          | < 2 < 8                                  | prop. V           | A, B: (256A+B)/32768 C, D: (256C+D)/8192                                                            |
| 25        | 37        | 4                  | Sensor de oxígeno 2 AB: Relación equivalente de combustible - aire CD: Voltaje | 0                                          | < 2 < 8                                  | prop. V           | A, B: (256A+B)/32768 C, D: (256C+D)/8192                                                            |
| 26        | 38        | 4                  | Sensor de oxígeno 3 AB: Relación equivalente de combustible - aire CD: Voltaje | 0                                          | < 2 < 8                                  | prop. V           | A, B: (256A+B)/32768 C, D: (256C+D)/8192                                                            |
| 27        | 39        | 4                  | Sensor de oxígeno 4 AB: Relación equivalente de combustible - aire CD: Voltaje | 0                                          | < 2 < 8                                  | prop. V           | A, B: (256A+B)/32768 C, D: (256C+D)/8192                                                            |
| 28        | 40        | 4                  | Sensor de oxígeno 5 AB: Relación equivalente de combustible - aire CD: Voltaje | 0                                          | < 2 < 8                                  | prop. V           | A, B: (256A+B)/32768 C, D: (256C+D)/8192                                                            |
| 29        | 41        | 4                  | Sensor de oxígeno 6 AB: Relación equivalente de combustible - aire CD: Voltaje | 0                                          | < 2 < 8                                  | prop. V           | A, B: (256A+B)/32768 C, D: (256C+D)/8192                                                            |
| 2A        | 42        | 4                  | Sensor de oxígeno 7 AB: Relación equivalente de combustible - aire CD: Voltaje | 0                                          | < 2 < 8                                  | prop. V           | A, B: (256A+B)/32768 C, D: (256C+D)/8192                                                            |
| 2B        | 43        | 4                  | Sensor de oxígeno 8 AB: Relación equivalente de combustible - aire CD: Voltaje | 0                                          | < 2 < 8                                  | prop. V           | A, B: (256A+B)/32768 C, D: (256C+D)/8192                                                            |
| 2C        | 44        | 1                  | EGR comandado | 0                                          | 100                                      | %                 | A/2.55                                                                                              |
| 2D        | 45        | 1                  | falla EGR | -100                                       | 99.2                                     | %                 | A/1.28-100                                                                                          |
| 2E        | 46        | 1                  | Purga evaporativa comandada | 0                                          | 100                                      | %                 | A/2.55                                                                                              |
| 2F        | 47        | 1                  | Nivel de entrada del tanque de combustible | 0                                          | 100                                      | %                 | A/2.55                                                                                              |
| 30        | 48        | 1                  | Cantidad de calentamientos desde que se borraron los fallas | 0                                          | 255                                      | cuenta            | A                                                                                                   |
| 31        | 49        | 2                  | Distancia recorrida desde que se borraron los fallas | 0                                          | 65,535                                   | km                | 256A+B                                                                                              |
| 32        | 50        | 2                  | Presión de vapor del sistema evaporativo | -8,192                                     | 8191.75                                  | Pa                | (256A + B) / 4 - 8192                                                                               |
| 33        | 51        | 1                  | Presión barométrica absoluta | 0                                          | 255                                      | kPa               | A                                                                                                   |
| 34        | 52        | 4                  | Sensor de oxígeno 1 AB: Relación equivalente de combustible - aire CD: Actual | 0 -128                                     | < 2 <128                                 | prop. mA          | A, B: (256A+B)/32768 C, D: C+D/256-128                                                              |
| 35        | 53        | 4                  | Sensor de oxígeno 2 AB: Relación equivalente de combustible - aire CD: Actual | 0 -128                                     | < 2 <128                                 | prop. mA          | A, B: (256A+B)/32768 C, D: C+D/256-128                                                              |
| 36        | 54        | 4                  | Sensor de oxígeno 3 AB: Relación equivalente de combustible - aire CD: Actual | 0 -128                                     | < 2 <128                                 | prop. mA          | A, B: (256A+B)/32768 C, D: C+D/256-128                                                              |
| 37        | 55        | 4                  | Sensor de oxígeno 4 AB: Relación equivalente de combustible - aire CD: Actual | 0 -128                                     | < 2 <128                                 | prop. mA          | A, B: (256A+B)/32768 C, D: C+D/256-128                                                              |
| 38        | 56        | 4                  | Sensor de oxígeno 5 AB: Relación equivalente de combustible - aire CD: Actual | 0 -128                                     | < 2 <128                                 | prop. mA          | A, B: (256A+B)/32768 C, D: C+D/256-128                                                              |
| 39        | 57        | 4                  | Sensor de oxígeno 6 AB: Relación equivalente de combustible - aire CD: Actual | 0 -128                                     | < 2 <128                                 | prop. mA          | A, B: (256A+B)/32768 C, D: C+D/256-128                                                              |
| 3A        | 58        | 4                  | Sensor de oxígeno 7 AB: Relación equivalente de combustible - aire CD: Actual | 0 -128                                     | < 2 <128                                 | prop. mA          | A, B: (256A+B)/32768 C, D: C+D/256-128                                                              |
| 3B        | 59        | 4                  | Sensor de oxígeno 8 AB: Relación equivalente de combustible - aire CD: Actual | 0 -128                                     | < 2 <128                                 | prop. mA          | A, B: (256A+B)/32768 C, D: C+D/256-128                                                              |
| 3C        | 60        | 2                  | Temperatura del catalizador: Banco 1, Sensor 1 | -40                                        | 6,513.5                                  | °C                | (256A+B)/10-40                                                                                      |
| 3D        | 61        | 2                  | Temperatura del catalizador: Banco 1, Sensor 1 | -40                                        | 6,513.5                                  | °C                | (256A+B)/10-40                                                                                      |
| 3E        | 62        | 2                  | Temperatura del catalizador: Banco 1, Sensor 2 | -40                                        | 6,513.5                                  | °C                | (256A+B)/10-40                                                                                      |
| 3F        | 63        | 2                  | Temperatura del catalizador: Banco 2, Sensor 2 | -40                                        | 6,513.5                                  | °C                | (256A+B)/10-40                                                                                      |
| 40        | 64        | 4                  | PID implementados [41 - 60] |                                            |                                          |                   | Cada bit indica si los siguientes 32 PID están implementados (1) o no (0): [A7..D0] == [PID 41..60] |
| 41        | 65        | 4                  | Estado de los monitores en este ciclo de manejo |                                            |                                          |                   | Codificación en bits                                                                                |
| 42        | 66        | 2                  | Voltaje del módulo de control | 0                                          | 65.535                                   | V                 | (256A+B)/1000                                                                                       |
| 43        | 67        | 2                  | Valor absoluta de carga | 0                                          | 25,700                                   | %                 | (256A+B)/2.55                                                                                       |
| 44        | 68        | 2                  | Relación equivaliente comandada de combustible - aire | 0                                          | < 2                                      | prop.             | (256A+B)/32768                                                                                      |
| 45        | 69        | 1                  | Posición relativa del acelerador | 0                                          | 100                                      | %                 | A/2.55                                                                                              |
| 46        | 70        | 1                  | Temperatura del aire ambiental | -40                                        | 215                                      | °C                | A-40                                                                                                |
| 47        | 71        | 1                  | Posición absoluta del acelerador B | 0                                          | 100                                      | %                 | A/2.55                                                                                              |
| 48        | 72        | 1                  | Posición absoluta del acelerador C | 0                                          | 100                                      | %                 | A/2.55                                                                                              |
| 49        | 73        | 1                  | Posición del pedal acelerador D | 0                                          | 100                                      | %                 | A/2.55                                                                                              |
| 4A        | 74        | 1                  | Posición del pedal acelerador E | 0                                          | 100                                      | %                 | A/2.55                                                                                              |
| 4B        | 75        | 1                  | Posición del pedal acelerador F | 0                                          | 100                                      | %                 | A/2.55                                                                                              |
| 4C        | 76        | 1                  | Actuador comandando del acelerador | 0                                          | 100                                      | %                 | A/2.55                                                                                              |
| 4D        | 77        | 2                  | Tiempo transcurrido con MIL encendido | 0                                          | 65,535                                   | min               | 256A+B                                                                                              |
| 4E        | 78        | 2                  | Tiempo transcurrido desde que se borraron los códigos de fallas | 0                                          | 65,535                                   | min               | 256A+B                                                                                              |
| 4F        | 79        | 4                  | Valor máximo de la relación de equivalencia de combustible - aire, voltaje del sensor de oxígenos, corriente del sensor de oxígenos y presión absoluta del colector de entrada        | 0, 0, 0, 0                                 | 255, 255, 255, 2550                      | prop., V, mA, kPa | A, B, C, D*10                                                                                       |
| 50        | 80        | 4                  | Valor máximo de la velocidad de flujo de aire del sensor de flujo de aire masivo | 0                                          | 2550                                     | g/s               | A*10, B, C, y D están reservados para uso futuro                                                    |
| 51        | 81        | 1                  | Tipo de combustible |                                            |                                          |                   | Ver tabla                                                                                           |
| 52        | 82        | 1                  | Porcentaje de combustible etanol | 0                                          | 100                                      | %                 | A/2.55                                                                                              |
| 53        | 83        | 2                  | Presión absoluta del vapor del sistema de evaporación | 0                                          | 327.675                                  | kPa               | (256A+B)/200                                                                                        |
| 54        | 84        | 2                  | Presión del vapor del sistema de evaporación | -32,767                                    | 32,768                                   | Pa                | 256A+B-32767                                                                                        |
| 55        | 85        | 2                  | Ajuste del sensor de oxígeno secundario de plazo corto. A: banco 1. B: banco 3 | -100                                       | 99.2                                     | %                 | A: A/1.28-100 B: B/1.28-100                                                                         |
| 56        | 86        | 2                  | Ajuste del sensor de oxígeno secundario de plazo largo. A: banco 1. B: banco 3 | -100                                       | 99.2                                     | %                 | A: A/1.28-100 B: B/1.28-100                                                                         |
| 57        | 87        | 2                  | Ajuste del sensor de oxígeno secundario de plazo corto. A: banco 2. B: banco 4 | -100                                       | 99.2                                     | %                 | A: A/1.28-100 B: B/1.28-100                                                                         |
| 58        | 88        | 2                  | Ajuste del sensor de oxígeno secundario de plazo largo. A: banco 2. B: banco 4 | -100                                       | 99.2                                     | %                 | A: A/1.28-100 B: B/1.28-100                                                                         |
| 59        | 89        | 2                  | Presión absoluta del tren de combustible | 0                                          | 655,350                                  | kPa               | 10(256A+B                                                                                           |
| 5A        | 90        | 1                  | Posición relativa del pedal del acelerador | 0                                          | 100                                      | %                 | A/2.55                                                                                              |
| 5B        | 91        | 1                  | Tiempo de vida del banco de baterías híbridas | 0                                          | 100                                      | %                 | A/2.55                                                                                              |
| 5C        | 92        | 1                  | Temperatura del aceite del motor | -40                                        | 210                                      | °C                | A-40                                                                                                |
| 5D        | 93        | 2                  | Sincronización de la inyección de combustible | -210.00                                    | 301.992                                  | °                 | (256A+B)/128)-210                                                                                   |
| 5E        | 94        | 2                  | Velocidad del combustible del motor | 0                                          | 3276.75                                  | L/h               | (256A+B)/20                                                                                         |
| 5F        | 95        | 1                  | Requisitos de emisiones para los que el vehículo fue diseñado |                                            |                                          |                   | Codificación en bits                                                                                |
| 60        | 96        | 4                  | PID implementados [61 - 80] |                                            |                                          |                   | Cada bit indica si los siguientes 32 PID están implementados (1) o no (0): [A7..D0] == [PID 61..80] |
| 61        | 97        | 1                  | Porcentaje de torque solicitado por el conductor | -125                                       | 125                                      | %                 | A-125                                                                                               |
| 62        | 98        | 1                  | Porcentaje de torque actual del motor | -125                                       | 125                                      | %                 | A-125                                                                                               |
| 63        | 99        | 2                  | Torque de referencia del motor | 0                                          | 65,535                                   | Nm                | 256A+B                                                                                              |
| 64        | 100       | 5                  | Datos del porcentaje de torque del motor | -125                                       | 125                                      | %                 | A-125 Ocioso B-125 Motor punto 1 C-125 Motor punto 2 D-125 Motor punto 3 E-125 Motor punto 4        |
| 65        | 101       | 2                  | Entrada / salida auxiliar implementada |                                            |                                          |                   | Codificación en bits                                                                                |
| 66        | 102       | 5                  | Sensor de flujo de aire masivo |                                            |                                          |                   | |
| 67        | 103       | 3                  | Temperatura del enfriador del motor |                                            |                                          |                   | |
| 68        | 104       | 7                  | Sensor de temperatura de aire de entrada |                                            |                                          |                   | |
| 69        | 105       | 7                  | EGR comandado y falla de EGR |                                            |                                          |                   | |
| 6A        | 106       | 5                  | Control comandado del flujo de aire de entrada de Diesel y posición relativa de la entrada del flujo de aire                                                                          |                                            |                                          |                   | |
| 6B        | 107       | 5                  | Temperatura de recirculación del gas del escape |                                            |                                          |                   | |
| 6C        | 108       | 5                  | Control comandado del actuador del acelerador y posición relativa del acelerador |                                            |                                          |                   | |
| 6D        | 109       | 6                  | Sistema de control de presión del combustible |                                            |                                          |                   | |
| 6E        | 110       | 5                  | Sistema de control de presión de inyección |                                            |                                          |                   | |
| 6F        | 111       | 3                  | Presión de entrada del compresor del turbocargador |                                            |                                          |                   | |
| 70        | 112       | 9                  | Control de presión de aumento |                                            |                                          |                   | |
| 71        | 113       | 5                  | Control del turbo de geometría variable (Variable Geometry Turbo, VGT) |                                            |                                          |                   | |
| 72        | 114       | 5                  | Control de la compuerta de desperdicio |                                            |                                          |                   | |
| 73        | 115       | 5                  | Presión del escape |                                            |                                          |                   | |
| 74        | 116       | 5                  | RPM del turbocargador |                                            |                                          |                   | |
| 75        | 117       | 7                  | Temperatura del turbocargador |                                            |                                          |                   | |
| 76        | 118       | 7                  | Temperatura del turbocargador |                                            |                                          |                   | |
| 77        | 119       | 5                  | Temperatura del enfriador del aire de carga (Charge Air Cooler Temperature, CACT) |                                            |                                          |                   | |
| 78        | 120       | 9                  | Temperatura del gas del escape (Exhaust Gas Temperature, EGT) Banco 1 |                                            |                                          |                   | PID especial                                                                                        |
| 79        | 121       | 9                  | Temperatura del gas del escape (Exhaust Gas Temperature, EGT) Banco 2 |                                            |                                          |                   | PID especial                                                                                        |
| 7A        | 122       | 7                  | Filtro de partículas Diesel (Diesel Particulate Filter, DPF) |                                            |                                          |                   | |
| 7B        | 123       | 7                  | Filtro de partículas Diesel (Diesel Particulate Filter, DPF) |                                            |                                          |                   | |
| 7C        | 124       | 9                  | Temperatura del filtro de partículas Diesel (Diesel Particulate Filter, DPF) |                                            |                                          |                   | |
| 7D        | 125       | 1                  | Estado del área de control NOx NTE |                                            |                                          |                   | |
| 7E        | 126       | 1                  | Estado del área de control PM NTE |                                            |                                          |                   | |
| 7F        | 127       | 13                 | Tiempo que el motor ha estado en marcha |                                            |                                          |                   | |
| 80        | 128       | 4                  | PID implementados [81 - A0] |                                            |                                          |                   | Cada bit indica si los siguientes 32 PID están implementados (1) o no (0): [A7..D0] == [PID 81..A0] |
| 81        | 129       | 21                 | Tiempo de marcha del motor para el dispositivo auxiliar de control de emisiones (Auxiliary Emissions Control Device, AECD)                                                            |                                            |                                          |                   | |
| 82        | 130       | 21                 | Tiempo de marcha del motor para el dispositivo auxiliar de control de emisiones (Auxiliary Emissions Control Device, AECD)                                                            |                                            |                                          |                   | |
| 83        | 131       | 5                  | Sensor de NOx |                                            |                                          |                   | |
| 84        | 132       | 1                  | Temperatura de superficie del colector |                                            |                                          |                   | |
| 85        | 133       | 10                 | Sistema reactivo NOx |                                            |                                          |                   | |
| 86        | 134       | 5                  | Sensor de partículas (Particular Matter, PM) |                                            |                                          |                   | |
| 87        | 135       | 5                  | Presión absoluta del colector de admisión |                                            |                                          |                   | |
| 88        | 136       | 13                 | Sistema de inducción SCR (reducción catalítica selectiva) |                                            |                                          |                   | |
| 89        | 137       | 41                 | Tiempo de ejecución para AECD #11-#15 |                                            |                                          |                   | |
| 8A        | 138       | 41                 | Tiempo de ejecución para AECD #16-#20 |                                            |                                          |                   | |
| 8B        | 139       | 7                  | Post-tratamiento de diesel |                                            |                                          |                   | |
| 8C        | 140       | 17                 | Sensor de O2 (amplio rango) |                                            |                                          |                   | |
| 8D        | 141       | 1                  | Posición acelerador G | 0                                          | 100                                      | %                 | |
| 8E        | 142       | 1                  | Fricción del motor - Porcentaje de par | -125                                       | 130                                      | %                 | A-125                                                                                               |
| 8F        | 143       | 7                  | Banco de sensores PM 1 y 2 |                                            |                                          |                   | |
| 90        | 144       | 3                  | Información del sistema OBD (vehículo) según WWH-OBD |                                            |                                          | h                 | |
| 91        | 145       | 5                  | Información del sistema OBD (ECU) según WWH-OBD |                                            |                                          | h                 | |
| 92        | 146       | 2                  | Sistema de control de combustible |                                            |                                          |                   | |
| 93        | 147       | 3                  | Soporte de contadores de OBD del vehículo según WWH-OBD |                                            |                                          | h                 | |
| 94        | 148       | 12                 | Alerta por NOx y sistema de inducción |                                            |                                          | h                 | |
| 95        | 149       |                    | Reservada |                                            |                                          |                   | |
| 96        | 150       |                    | Reservada |                                            |                                          |                   | |
| 97        | 151       |                    | Reservada |                                            |                                          |                   | |
| 98        | 152       | 9                  | Sensor de temperatura de gases de escape - Banco 1 |                                            |                                          |                   | |
| 99        | 153       | 9                  | Sensor de temperatura de gases de escape - Banco 2 |                                            |                                          |                   | |
| 9A        | 154       | 6                  | Datos del sistema de vehículo híbrido/eléctrico, batería, voltaje |                                            |                                          |                   | |
| 9B        | 155       | 4                  | Datos del sensor de líquido de escape diésel |                                            |                                          |                   | |
| 9C        | 156       | 17                 | Datos del sensor de O2 |                                            |                                          |                   | |
| 9D        | 157       | 4                  | Tasa de combustible del motor |                                            |                                          | g/s               | |
| 9E        | 158       | 2                  | Tasa de flujo de escape del motor |                                            |                                          | kg/h              | |
| 9F        | 159       | 9                  | Uso porcentual del sistema de combustible |                                            |                                          |                   | |
| A0        | 160       | 4                  | PID implementados [A1 - C0] |                                            |                                          |                   | Cada bit indica si los siguientes 32 PID están implementados (1) o no (0): [A7..D0] == [PID A1..C0] |
| A1        | 161       | 9                  | Datos corregidos del sensor de NOx |                                            |                                          | ppm               | |
| A2        | 162       | 2                  | Tasa de combustible del cilindro | 0                                          | 2047,96875                               | mg/carrera        | (256A+B)/32                                                                                         |
| A3        | 163       | 9                  | Presión de vapor del sistema de evaporación |                                            |                                          | Pa                | |
| A4        | 164       | 4                  | Relación de transmisión real | 0                                          | 65535                                    | ratio             | [A1]==implementado (256C+D)/1000                                                                    |
| A5        | 165       | 4                  | Dosificación solicitada del líquido de escape diésel | 0                                          | 127,5                                    | %                 | [A0]==1:implementado; 0:no implementado B/2                                                         |
| C0        | 192       | 4                  | PID implementados [C1 - E0] |                                            |                                          |                   | Cada bit indica si los siguientes 32 PID están implementados (1) o no (0): [A7..D0] == [PID C1..E0] |
| C3        | 195       | ?                  | ? | ?                                          | ?                                        | ?                 | Muestra datos, incluye ID de la condición del motor y su velocidad                                  |
| C4        | 196       | ?                  | ? | ?                                          | ?                                        | ?                 | B5: Solicitud de poner el motor en estado ocioso B6: Solicitud de detener el motor                  |

#### Modo 01 PID 01
La respuesta de este PID consiste en cuatro bytes: A, B, C y D.
Interpretación de los bytes A y B:
| Bit     | Nombre     | Definición |
| ------- | ---------- | --- |
| A7      | MIL        | 1 = falla MIL                                                                                                  |
| A6 - A0 | DTC_CNT    | Cantidad de códigos de falla de diagnóstico (DTC) almacenados                                                  |
| B7      | RESERVED   | 0, reservado                                                                                                   |
| B3      | SIN NOMBRE | 0 = Configurado para monitores de ignición de chispa 1 = Configurado para monitores de ignición por compresión |

| Sistema de diagnóstico                                                   | 1 = Prueba disponible 0 = Prueba no disponible | 1 = Prueba incompleta 0 = Prueba completada |
| ------------------------------------------------------------------------ | ---------------------------------------------- | ------------------------------------------- |
| Sistema de detección de condiciones inadecuadas de ignición en cilindros | B0                                             | B4                                          |
| Sistema de combustible                                                   | B1                                             | B5                                          |
| Sistema de componentes integrales                                        | B2                                             | B6                                          |

Interpretación de los bytes C y D para monitores de ignición de chispa:
| Sistema de diagnóstico                                                           | 1 = Prueba disponible 0 = Prueba no disponible | ! 1 = Prueba incompleta 0 = Prueba completada |
| -------------------------------------------------------------------------------- | ---------------------------------------------- | --------------------------------------------- |
| Sistema de eficiencia del convertidor catalítico                                 | C0                                             | D0                                            |
| Sistema de calentamiento de convertidor catalítico                               | C1                                             | D1                                            |
| Sistema evaporativo                                                              | C2                                             | D2                                            |
| Sistema secundario de aire                                                       | C3                                             | D3                                            |
| Sistema de fugas de aire acondicionado                                           | C4                                             | D4                                            |
| Sistema de sensores de oxígeno                                                   | C5                                             | D5                                            |
| Sistema de calentamiento del sensor de oxígeno                                   | C6                                             | D6                                            |
| Sistema de recirculación de los gases de escape (Exhaust Gas Recirculation, EGR) | C7                                             | D7                                            |

Interpretación de los bytes C y D para monitores de ignición por compresión:
| Sistema de diagnóstico                                                               | 1 = Prueba disponible 0 = Prueba no disponible | ! 1 = Prueba incompleta 0 = Prueba completada |
| ------------------------------------------------------------------------------------ | ---------------------------------------------- | --------------------------------------------- |
| Sistema de catalizador NMHC                                                          | C0                                             | D0                                            |
| Sistema monitor de NOx/SCR                                                           | C1                                             | D1                                            |
| Sistema de presión de impulso                                                        | C3                                             | D3                                            |
| Sistema del sensor de gases de escape                                                | C5                                             | D5                                            |
| Sistema de monitor del filtro de partículas (Particular Matter, PM)                  | C6                                             | D6                                            |
| Sistema de recirculación de gases de escape (Exhaust Gas Recirculation, EGR) y/o VVT | C7                                             | D7                                            |

#### Modo 01 PID 03
La respuesta de este PID consiste en dos bytes: A y B.
El byte A describe el sistema de combustible #1.  El byte B describe el sistema de combustible #2, si existe.  
Los bytes A o B solo pueden tener uno de los siguientes valores; cualquier otro es inválido:
| Valor | Descripción                                                                                                   |
| ----- | --- |
| 1     | Bucle abierto debido a temperatura baja del motor                                                             |
| 2     | Bucle cerrado; uso de sensor de oxígeno para determinar la mezcla de combustible                              |
| 4     | Bucle abierto debido a carga del motor o corte de combustible por desaceleración                              |
| 8     | Bucle abierto debido a falla del sistema                                                                      |
| 16    | Bucle cerrado usando por lo menos un sensor de oxígeno; pero hay una falla en el sistema de retroalimentación |

### Modo 02
El modo 02 acepta los mismos PID que el modo 01.  Tienen el mismo significado, pero muestran la información de un evento almacenado.  Hay que enviar el número del evento en la sección de datos del mensaje.
| PID (hex) | Data bytes returned | Description                                                | Nota                        |
| --------- | ------------------- | ---------------------------------------------------------- | --------------------------- |
| 02        | 2                   | Código de falla DTC que generó que el evento se almacenara | Codificación en formato BCD |

### Modo 03
| PID (hex) | Bytes de respuesta | Descripción                   | Nota                            |
| --------- | ------------------ | ----------------------------- | ------------------------------- |
| N/A       | n*6                | Solicita los códigos de falla | 3 códigos por bloque de mensaje |

### Modo 04
| PID (hex) | Bytes de respuesta | Descripción                                                                                            |
| --------- | ------------------ | --- |
| N/A       | 0                  | Borra todos los códigos de fallas y apaga la luz indicadora de falla (Malfunction Indicator Lamp, MIL) |